# Gazzetta Ufficiale del Regno d'Italia
La Gazzetta Ufficiale del Regno d'Italia è stato il giornale ufficiale con cui vennero ufficialmente resi noti i testi delle leggi e dei decreti del Regno d'Italia dal 4 gennaio 1860 al 18 giugno 1946.

## Storia

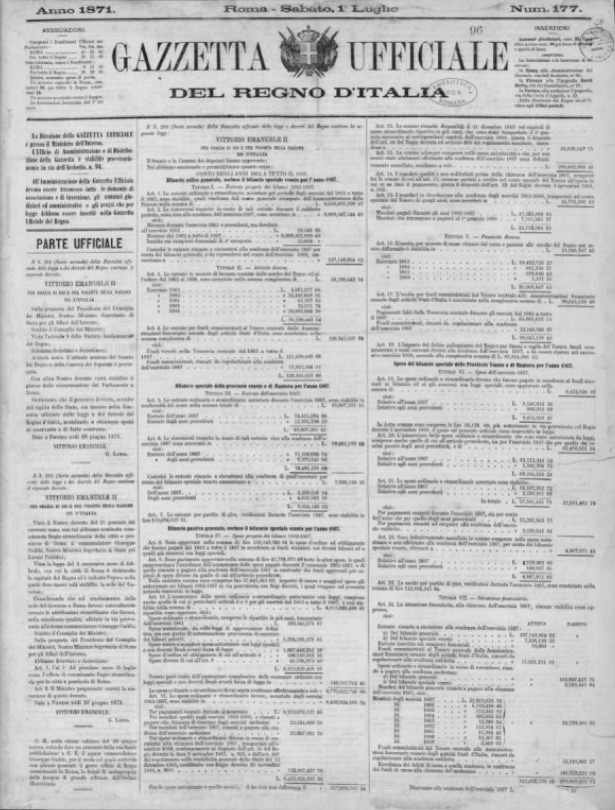
Prima pagina della «Gazzetta Ufficiale del Regno d'Italia» del 1º luglio 1871.

La «Gazzetta Ufficiale del Regno d'Italia», fino al 17 marzo 1861 «Gazzetta Ufficiale del Regno», è nata formalmente dalla fusione dei giornali ufficiali di alcuni stati preunitari, tra i quali la «Gazzetta Privilegiata di Milano», quotidiano ufficiale unico del Regno Lombardo-Veneto, la «Gazzetta di Parma», giornale ufficiale del Ducato di Parma e Piacenza e la «Gazzetta di Firenze», giornale ufficiale del Granducato di Toscana.
In realtà era la continuazione della «Gazzetta Piemontese», il giornale ufficiale del Regno di Sardegna, pubblicato in una prima serie dal dicembre 1796 al 1800 e successivamente, dopo il periodo napoleonico, con una seconda serie, dal 2 agosto 1814 al 3 gennaio 1860, che il 4 gennaio 1860 cambiò nome in «Gazzetta Ufficiale del Regno». 
Durante la Seconda guerra mondiale, il 19 ottobre 1943 cambiò nome in Gazzetta Ufficiale d'Italia. Nonostante il governo della Repubblica Sociale Italiana ne avesse preso il controllo sin dall'Armistizio, in conseguenza dell'occupazione di Roma, non le eliminò le insegne monarchiche né le cambiò denominazione sino a tale data. 
Il governo Badoglio si regolò di conseguenza solo il successivo 18 novembre, quando venne pubblicata, tramite stamperie private, una nuova Gazzetta Ufficiale del Regno con una numerazione speciale che ripartiva da 1. Tale iniziativa fu tuttavia motivo di un grave incidente diplomatico con l'Amministrazione militare alleata, dato che i decreti ivi riprodotti si riferivano ancora a Vittorio Emanuele III come re d'Albania e imperatore d'Etiopia, causando le ire di Winston Churchill che, prontamente informato, ne ordinò l'immediata ristampa senza tali titoli.
La "nuova" Gazzetta Ufficiale del Regno d'Italia, a sua volta, cambiò nome nel 1946 trasformandosi nell'attuale «Gazzetta Ufficiale della Repubblica Italiana». 
Nonostante il sottotitolo riportasse la scritta "Giornale Ufficiale Del Regno d'Italia", fino al 1884 la Gazzetta Ufficiale del Regno d'Italia poteva recare anche notizie non ufficiali (per es. cronache parlamentari, brevi  di cronaca, informazioni letterarie o artistiche).

## Intestazioni

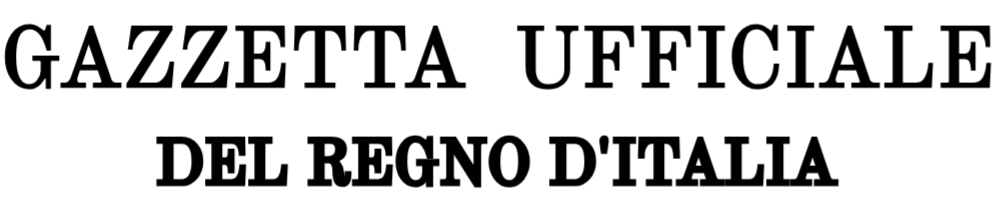
1861-1865
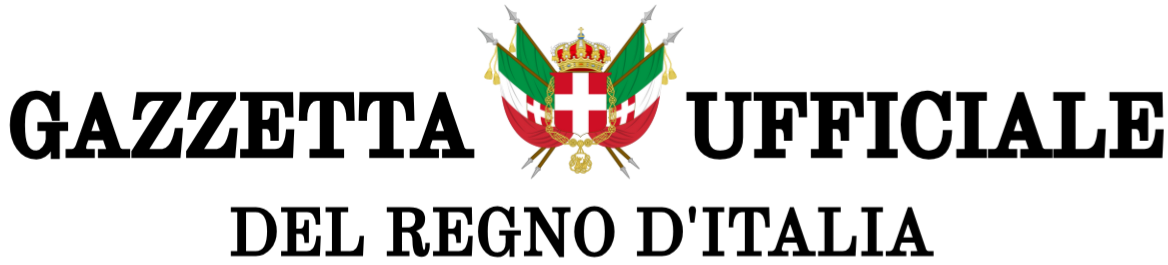
1865-1875
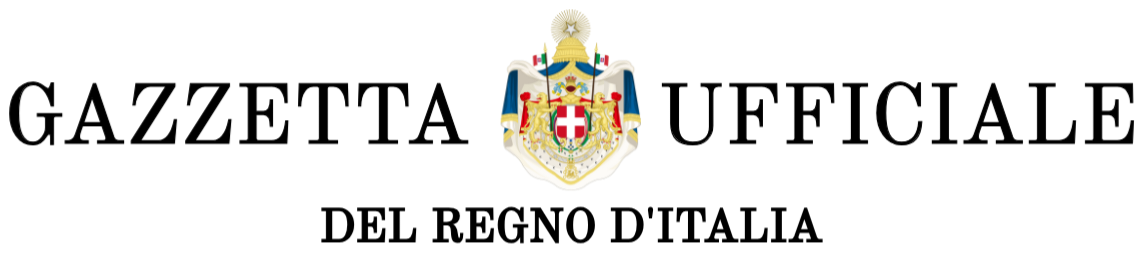
1875-1892
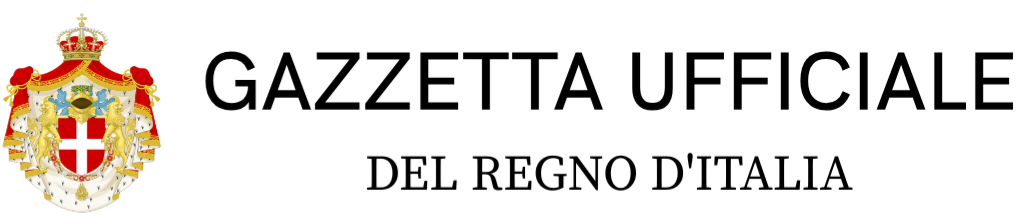
1892-1894
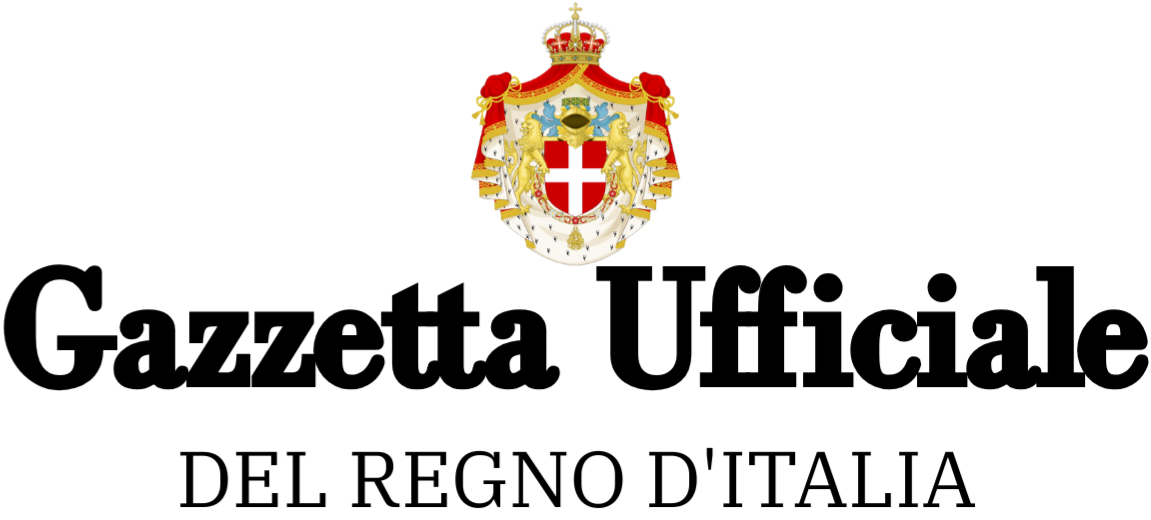
1894-1917
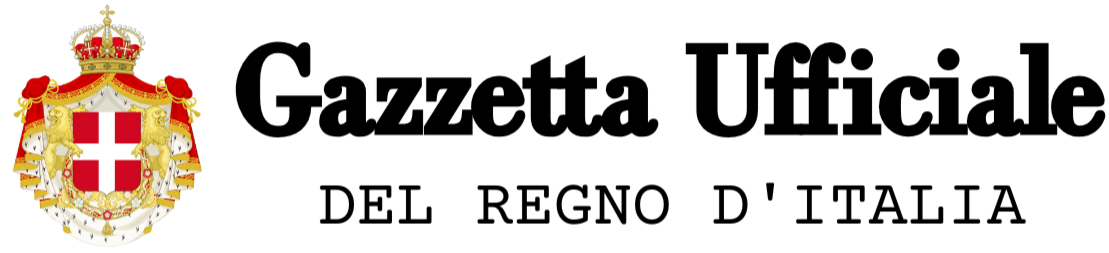
1917-1923
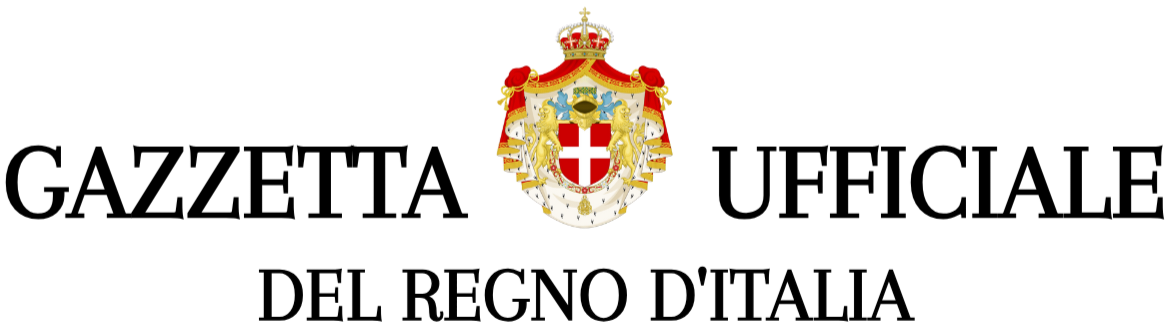
1923-1927
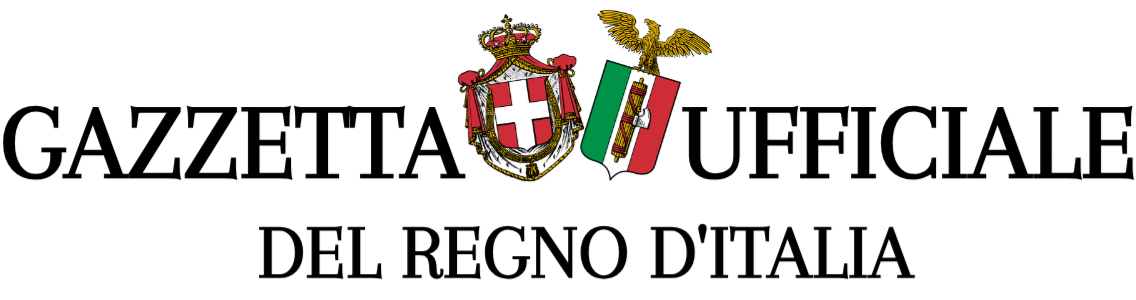
1927-1929
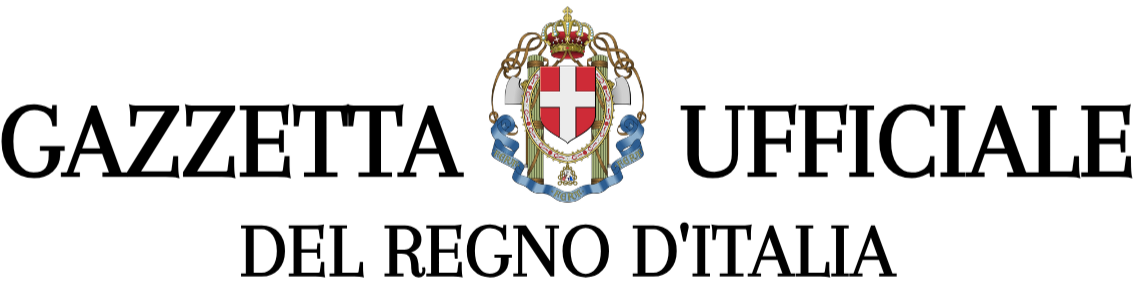
1929-26 luglio 1943
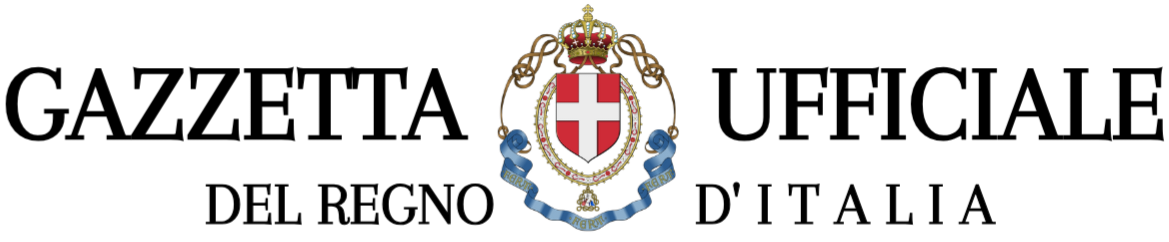
26 luglio - 19 ottobre 1943

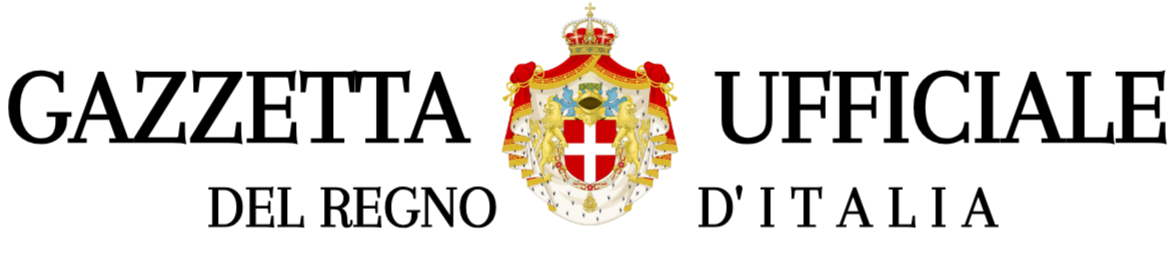
18 novembre 1943 - 19 febbraio 1944
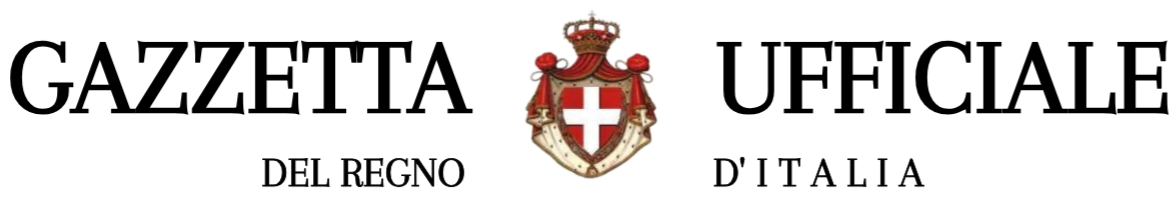
23 febbraio 1944 - 8 luglio 1944
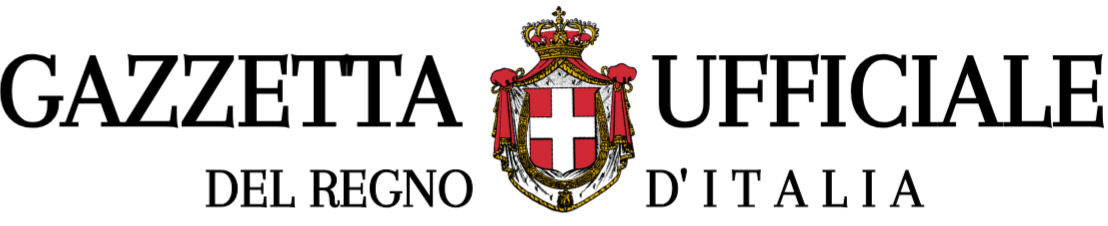
27 luglio 1944 - 10 giugno 1946

Visionando le Gazzette Ufficiali del Regno d'Italia si nota che:
1) dalla Gazzetta n° 92 del 19.04.1929 alla Gazzetta n° 170 del 24.07.1943, si usa il Piccolo Stemma del Regno d'Italia (1929-1943) ma CON i 2 fasci
2) dalla Gazzetta n° 171 del 26.07.1943 alla Gazzetta n° 243 del 18.10.1943, si usa il Piccolo Stemma del Regno d'Italia (1943-1946) ma SENZA i 2 fasci
3) dalla Gazzetta n° 1/B del 18.11.1943 alla Gazzetta n° 20 del 19.04.1944, si usa lo Stemma Medio del Regno d'Italia (1890-1927 & 1943-1946)
4) dalla Gazzetta n° 21 del 22.04.1944 alla Gazzetta n° 133 del 10.06.1946, si usa il Piccolo Stemma del Regno d'Italia (1890-1927 & 1943-1946)
inoltre, per la RSI:
5) dalla Gazzetta n° 244 del 19.10.1943 alla Gazzetta n° 69 del 23.03.1944, SENZA alcun Stemma della RSI
6) dalla Gazzetta n° 70 del 24.03.1944 alla Gazzetta n° 79 del 05.04.1945, si usa lo Stemma della RSI (1943-1945)
altresì, per la Repubblica Italiana:
7) dalla Gazzetta n° 134 del 20.06.1946 alla 
Gazzetta n° 277 del 27.11.1948, SENZA alcun Stemma della Repubblica Italiana
8) dalla Gazzetta n° 278 del 28.11.1948 ad oggi, si usa l'Emblema della Repubblica Italiana (1948-oggi)

## La gazzetta repubblichina
La Gazzetta Ufficiale d'Italia fu il giornale ufficiale del governo della Repubblica Sociale italiana.
Dopo l'Armistizio di Cassibile la Gazzetta del Regno - che aveva sede a Roma - venne usata dal governo dello Stato Nazionale Repubblicano che aveva occupato la Capitale. Solo in ottobre venne privata dello stemma monarchico e ribattezzata "Gazzetta Ufficiale d’Italia": la struttura era rimasta simile e descriveva i vari provvedimenti degli organi dello Stato e territoriali competenti, incluse le prefetture.

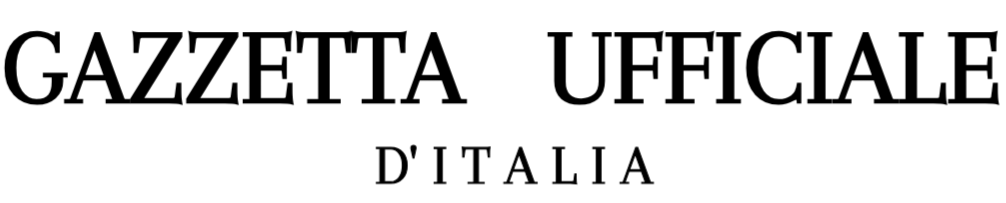
Intestazione usata da ottobre 1943 a marzo 1944

## Edizione digitale
Il CNIPA, con il Progetto AU.G.U.STO (AUtomazione Gazzetta Ufficiale STOrica), sta attuando la digitalizzazione di tutta la "Gazzetta Ufficiale del Regno d'Italia".
I risultati del Progetto AU.G.U.STO sono già disponibili online.
In attuazione di quanto disposto dal decreto legislativo n. 177 del 1º dicembre 2009, il CNIPA è stato trasformato in DigitPA. Il nuovo sito di DigitPA è online.